# Giovanni Cuniolo
Giovanni Cuniolo (Tortona, 3 de enero de 1884 - Tortona, 25 de diciembre de 1955) fue un ciclista italiano que destacó a comienzo del siglo XX, siendo profesional entre 1903 y 1913. Sus éxitos más destacados fueran 3 campeonatos de Italia de ciclismo en ruta (1906, 1907, 1908), un Giro de Lombardía (1909) y una etapa del Giro de Italia de 1909.

## Palmarés
1906
- Campeonato de Italia en Ruta

1907
- Campeonato de Italia en Ruta
- Milà-Mantua

1908
- Campeonato de Italia en Ruta
- Milán-Módena

1909
- Giro de Lombardía
- 1 etapa del Giro de Italia
- 3º en el Campeonato de Italia en Ruta

## Resultados en Grandes Vueltas
Durante su carrera deportiva ha conseguido los siguientes puestos en las Grandes Vueltas:
| Carrera         | 1903 | 1904 | 1905 | 1906 | 1907 | 1908 | 1909 | 1910 | 1911 | 1912 | 1913 |
| --------------- | ---- | ---- | ---- | ---- | ---- | ---- | ---- | ---- | ---- | ---- | ---- |
| Giro de Italia  | -    | -    | -    | -    | -    | -    | Ab.  | Ab.  | -    | -    | -    |
| Tour de Francia | -    | -    | -    | -    | -    | Ab.  | -    | -    | -    | -    | -    |
| Vuelta a España | -    | -    | -    | -    | -    | -    | -    | -    | -    | -    | -    |
| Mundial en Ruta | -    | -    | -    | -    | -    | -    | -    | -    | -    | -    | -    |